# Alice Pike Barney
Pour les articles homonymes, voir Barney.
Alice Pike Barney (née Alice Pike ; 1857-1931) est une peintre américaine, qui a été active à Washington, DC et a travaillé à faire de Washington un centre des arts. Ses deux filles sont l'écrivaine et l'hôtesse de salon Natalie Clifford Barney et l'écrivaine bahá'íe Laura Clifford Barney (en).

## Biographie

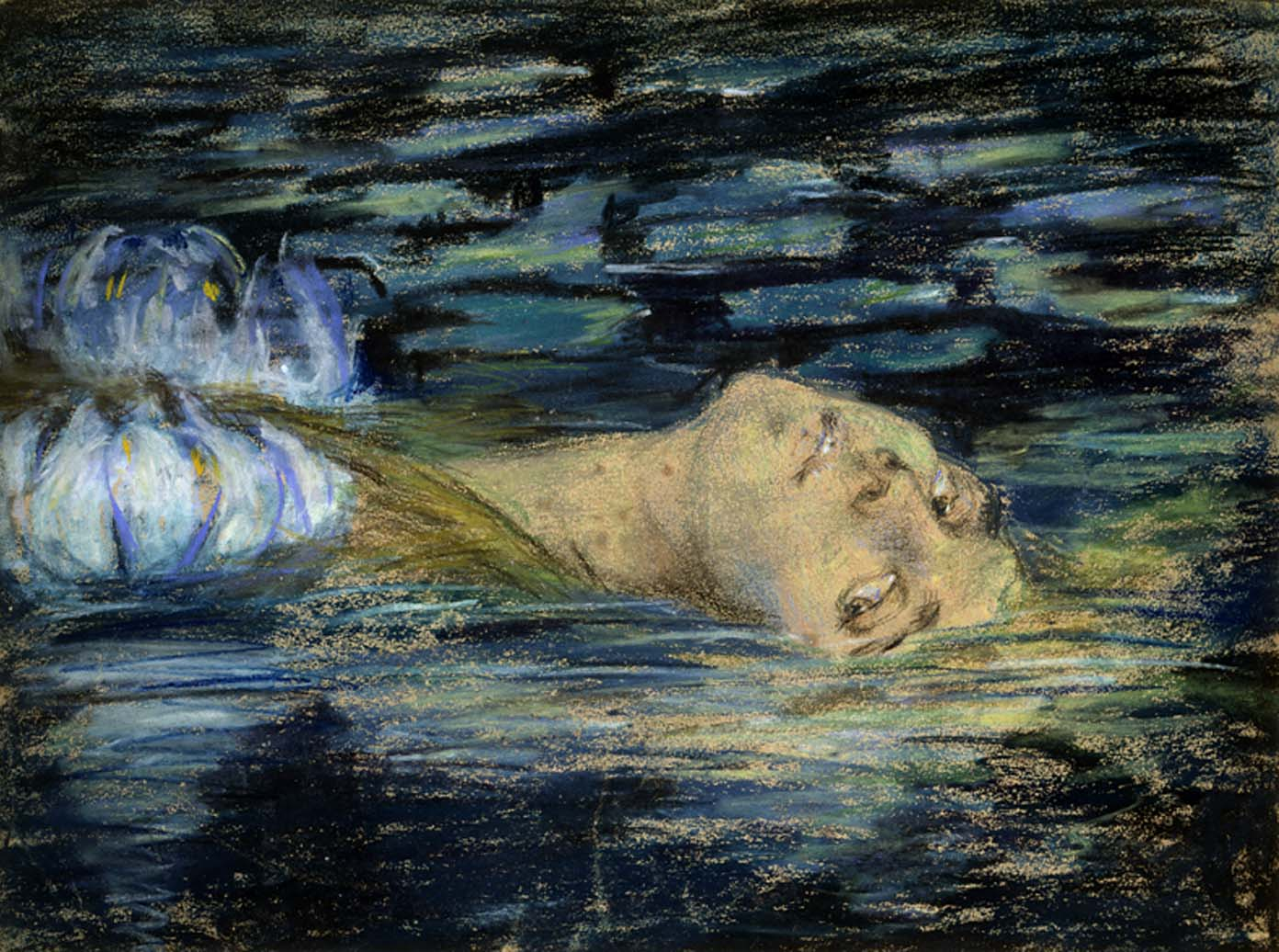
Nymphéa, 1900, a été l'une de ses illustrations pour un livre de sa fille. Le modèle était la nièce de Alice Pike Barney, Ellen Goin.

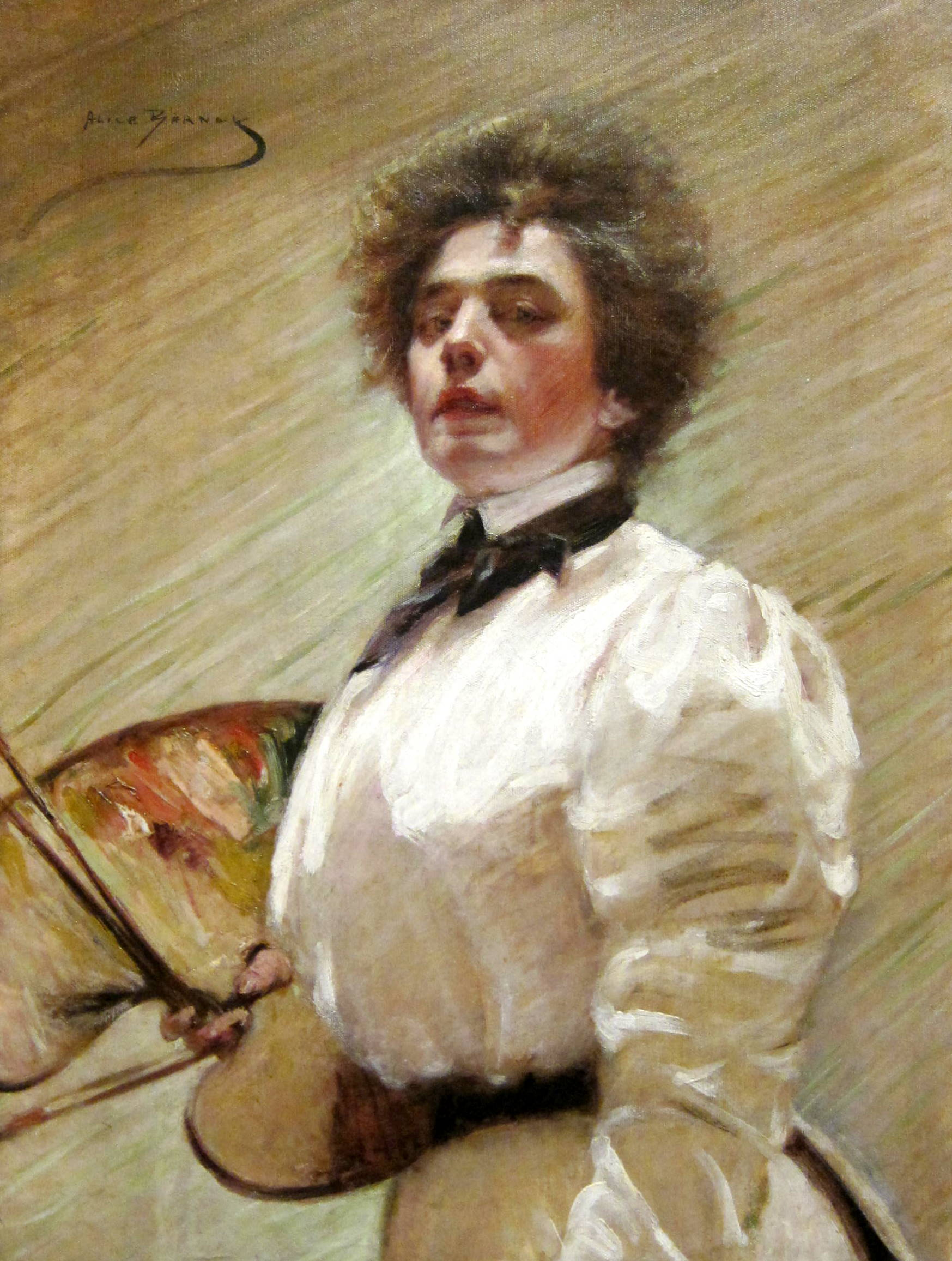
Autoportrait à la Palette, 1906

Son père, Samuel Nephtali Pike, qui avait fait sa fortune avec le distillateur de whisky de marque Magnolia, est un mécène des arts à Cincinnati, Ohio, où il construit le Pike's Opera House. Son propre père est d'origine allemande et juive, et sa mère est d'origine néerlandaise et chrétienne. La mère d'Alice Pike Barney, Ursula Muellion “Ellen” Miller, est d'ascendance française.
Alice Pike fait ses études d'abord à Cincinnati puis à New York, où sa famille s'est installée en 1866. 

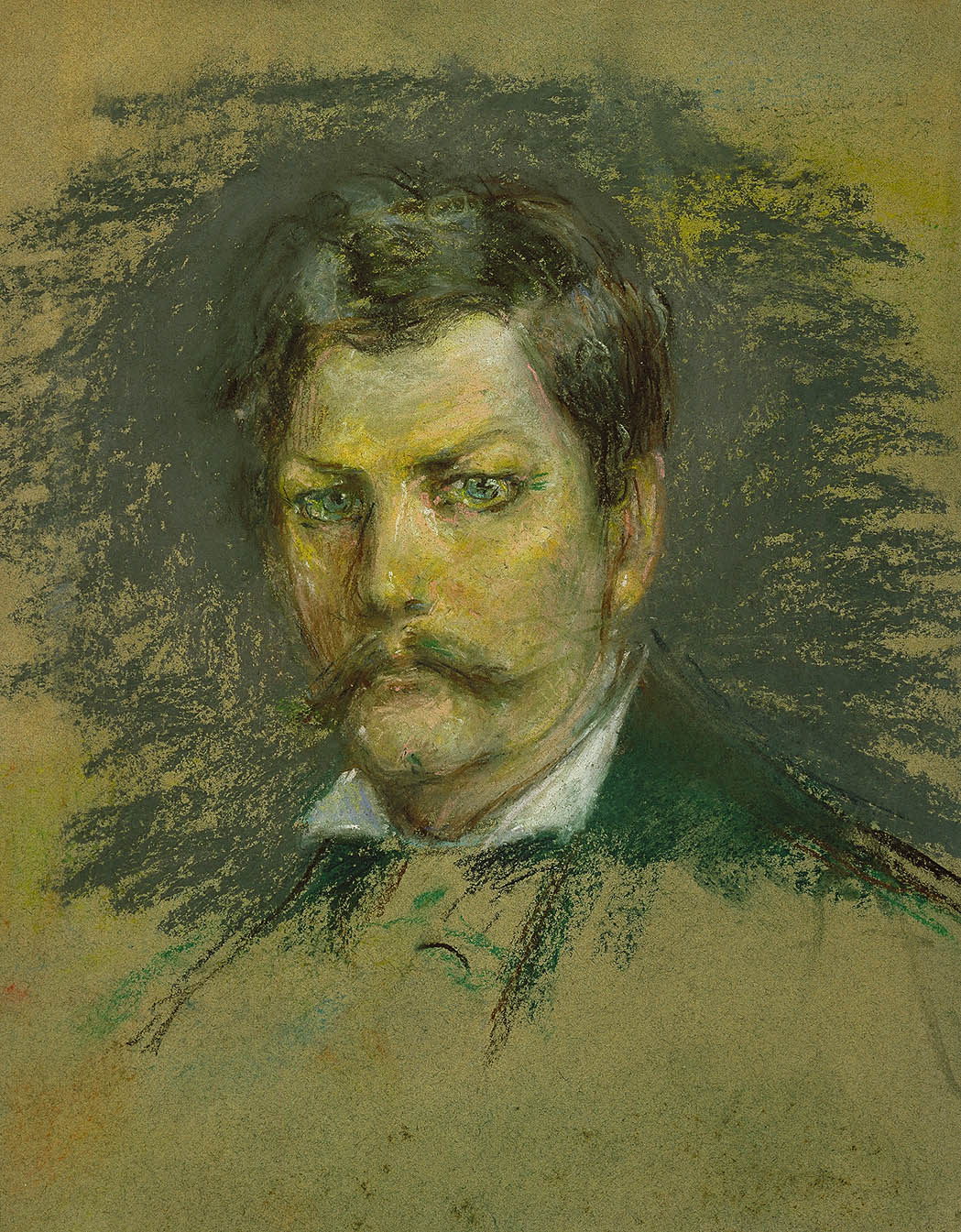
Alice Pike Barney - Henry Morton Stanley

En 1874, l'explorateur Henry Morton Stanley baptise du nom de Lady Alice le bateau démontable qu'il a fait construire pour partir en exploration en Afrique. Il a rencontré Alice le 13 mai à Londres et, alors qu'elle est tout l'opposé de son type de femme idéale, il lui voue rapidement des sentiments amoureux. Ils signent même une promesse de mariage par laquelle ils s'engagent à se marier dès le retour d'expédition de Stanley en Afrique. Ils prévoient une date : le 14 janvier 1877. 
Henry Morton Stanley appris qu'Alice Pike était devenue Alice Barney par son mariage en janvier 1876. Elle n'avait pas respecté sa promesse et, embarrassée, s'en expliquait dans une note dans laquelle elle félicitait Stanley pour ses découvertes en Afrique 
En 1886 elle lui envoya encore une lettre et un portrait. Il ne reste pas de trace de réponses de Stanley.   
De son mariage en 1876 avec Albert Clifford Barney, les époux ont deux filles. Devenue veuve , elle se remarie après la mort de son époux.
Elle est connue pour ses portraits et tableaux figuratifs. Elle se forme à Paris, avec Carolus-Duran en 1887 puis en 1896, et avec James McNeill Whistler en 1898-1899. Elle subit également l'influence du mouvement symboliste, John White Alexander, Edmond Aman-Jean, et Lucien Levy-Dhurmer.

## Étude de l'art

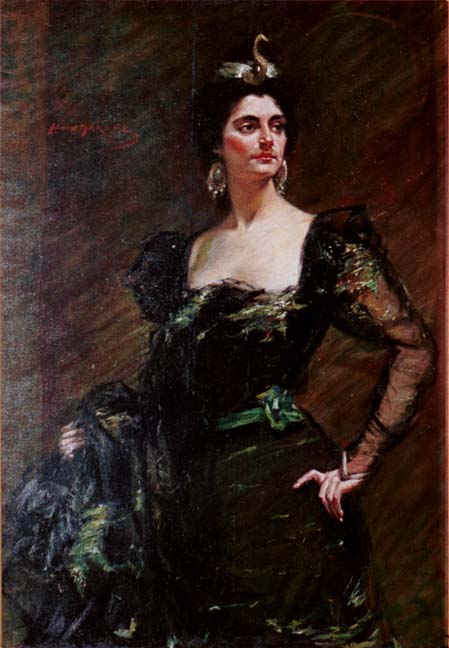
Autoportrait d'Alice Pike Barney.

Alice Pike Barney expose solo dans les grandes galeries dont la Corcoran Gallery of Art. Des années plus tard, elle invente et brevette des dispositifs mécaniques, écrit et joue dans plusieurs pièces de théâtre et d'opéra et travaille à promouvoir les arts à Washington, DC. Beaucoup de ses peintures sont maintenant dans la collection du Smithsonian American Art Museum.

## Famille
Le peintre Carolus-Duran a représenté ses deux filles en 1887.

Ses filles au Smithsonian American Art Museum
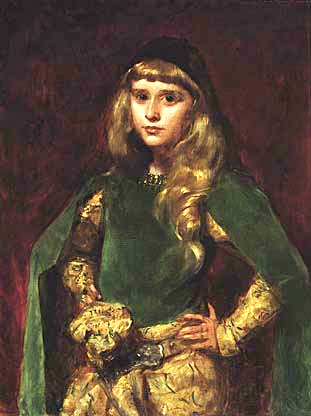
Nathalie à 10 ans
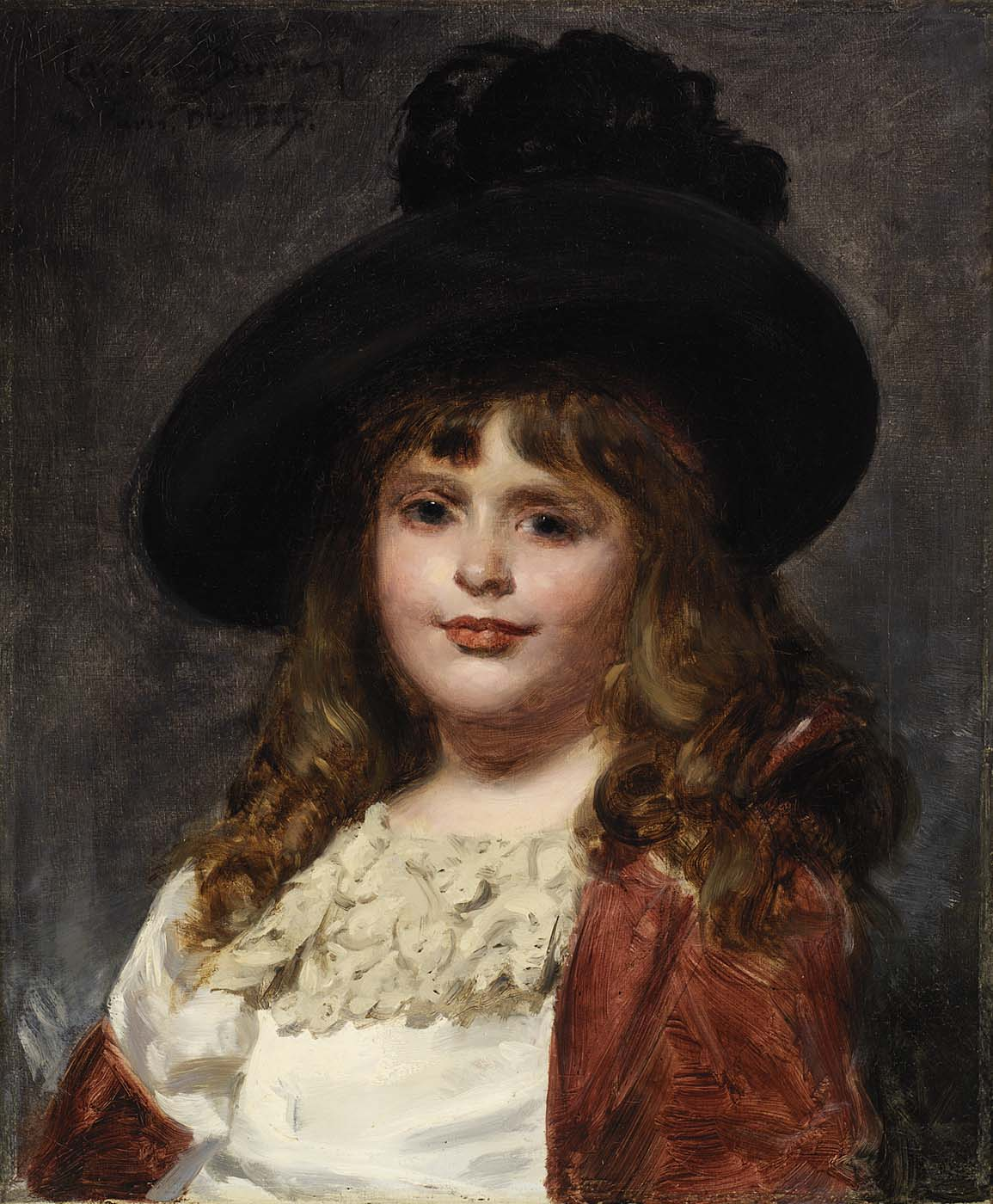
Laura à 7 ans

Elle s'est convertie à la foi bahá'íe autour de 1900.